# Luh
Luh est un village du Cameroun situé dans la commune de Ndu. Il est rattaché au département du Donga-Mantung, dans la région du Nord-Ouest.

## Géographie
Luh est situé entre les villages de Bukfu et Ntundip, à l'ouest de la commune. La rivière Mbim prend sa source à Nseh, dans la commune de Bui, avant de traverser Luh et Ntundip.

## Climat
Le climat, de type soudano-guinéen, est marqué par deux saisons et une pluviométrie unimodale. Durant la saison sèche, de novembre à mi-mars, les précipitations sont moindres, en particulier pendant les mois de janvier et février où les précipitations atteignent des valeurs proches de zéro. Pendant la saison des pluies, les précipitations dépassent parfois 400 mm par mois, en particulier en juillet, août et septembre. Chaque année, les précipitations vont de 1 300 à 3 000 mm, avec une moyenne de 2 000 mm.

## Population
En 1970, le village comptait 1 537 habitants.
Le Bureau central des recensements et des études de population (BCREP) a réalisé un recensement en 2005, le Répertoire actualisé des villages du Cameroun ; le recensement évaluait à 3 031 le nombre d'habitants ; ce chiffre inclus 1 334 hommes et 1 697 femmes.
Luh est une des 10 chefferies du clan Wiya. Les villageois de Luh ne semblent pas avoir de relations définies avec les villageois des autres villages.

## Économie

### Agriculture
Plus de 90 % des villageois de la commune de Ndu vivent de l’agriculture. La diversité des sols de la région permet de cultiver une grande variété de produits. Ainsi on peut trouver de la culture d’huile de palme et de riz en basse altitude et des plantations de pomme de terre irlandaise en haute altitude. Les autres cultures fréquentes incluent le thé, l’huile de palme, les plantations de café, de riz, de maïs, de haricots, de pommes de terre, d'ignames ainsi que de bananes plantains. Divers systèmes de production agricole sont employés, parmi lesquels la jachère, la culture mixte, la monoculture, la culture continue et l'agriculture commerciale.

### Élevage
L’élevage est une activité structurante de la commune. Les bovins, chevaux, chèvres, moutons et volailles y sont nombreux.

### Artisanat
Pratiqué principalement par les hommes, l’artisanat comprend la fabrication de chaises en bambou, de sculptures, de robes traditionnelles et d’antiquités. Les femmes fabriquent des paniers de bambou.

### Commerce
Il n’y a pas marché notable dans le village de Luh.

## Système éducatif
Le village comprend 5 écoles primaire, la CBC Mbunkfu, CS Luh, la CS Mboyah, la GS LUH, GS Mboyah et la IPS Mboyah.
Il y a aussi un établissement d’enseignement secondaire, le GTC Luh.

## Accès à l’eau
Le village n'a pas de point d’eau potable.

## Accès à l’électricité
[En 2011] le village n'a pas accès à l’électricité.

## Santé et hôpitaux
Luh comprend un centre de soins, le Luh IHC.

## Réseau routier
Luh est relié à Ndu, Ngarum, Taku et Ntundip par une route rurale.

## Lieux notables
Il y a une grotte à Luh. On a retrouvé dans les grottes de la région la présence de suie et de pots cassés. Ces trouvailles permettent de considérer ces grottes comme ayant servi de refuges dans un temps ancien.